# Свищевка (Липецкая область)
Сви́щевка — село Знаменского сельсовета Лев-Толстовского района Липецкой области.

## Географическое положение
Село расположено на берегу реки Ягодная Ряса в 4 км на восток от центра поселения села Знаменское и в 8 км на север от райцентра посёлка Лев Толстой (Липецкая область).

## История
Ягодные Рясы, Свищевка тож, в качестве новоселебного села с церковью Введения Пресвятой Богородицы упоминаются в окладных книгах 1676 года. В Ландратск. книге 1716 года при Введенской церкви показан один двор попов, а в рейтаров 17 дворов, солдатских, оскудалых и вдовьих 5 дворов. Вместо основанной в конце XVII века Вознесенской церкви в селе в 1783 году построена была новая деревянная церковь того же храмонаименования.
В XIX — начале XX века село входило в состав Знаменской волости Данковского уезда Рязанской губернии. В 1906 году в селе было 108 дворов.
С 1928 года село входило в состав Знаменского сельсовета Лев-Толстовского района Козловского округа Центрально-Чернозёмной области, с 1954 года — в составе Липецкой области.
Весной 1989 года здесь в рамках т. н. горбачёвской «перестройки» началось строительство «новой советской деревни», «деревни будущего», «деревни, из которой не уезжают», под лозунгом «превратим село в образцовый населённый пункт.» Деревню будущего до распада СССР (1992 года) не достроили.

## Население
| 1859 | 1897 | 1906 | 2000 | 2010 |
| ---- | ---- | ---- | ---- | ---- |
| 422  | ↗719 | ↗842 | ↘215 | ↘197 |